# 金純 (景泰進士)
金純（1430年—？），字文明，大寧都司營州中屯衛軍籍直隸松江府上海縣人，明朝政治人物。

## 家族
順天鄉試第一百九十五名舉人，景泰五年（1454年）中式甲戌科會試第二百六十九名，三甲第一百九十二名進士。累官廣西桂林府知府，招撫瑤民有功。成化十五年（1479年）八月旌異，賜以誥敕。復除江西廣信府知府，二十年（1484年）二月升山西右參政，二十三年（1487年）十月升山西右布政使。弘治三年（1490年）十二月以考察致仕。

## 生平
曾祖金子榮；祖父金庭玉；父金愷，封奉議大夫刑部郎中。子金濂，山東鹽運使。孫金宙，嘉靖三十一年壬子科舉人。從孫金定，嘉靖三十八年己未科進士。